# 팽나무버섯
팽나무버섯 또는 팽이버섯(Enoki, Enokitake)은 팽나무의 고목에 자라는 버섯이다.
갓 지름은 2-8cm이며, 모양은 반구형을 거쳐 편평하게 된다. 표면은 점성이 강하고, 황갈색 또는 노란색을 띠며 주변은 엷은색이다. 살은 흰색이나 노란색이며, 주름살은 조금 성기고 흰색이나 엷은 크림색으로 올린주름살이다. 자루는 높이 2-9cm, 너비 2-8mm로 연골질이며 밑부분에 부드러운 털이 빽빽이 난다. 포자는 타원형이나 원기둥모양이며 흰색을 띤다. 감나무·뽕나무·포플러 등 주로 활엽수의 썩은 고목이나 그루터기에 다발로 생성된다. 세계적으로 널리 분포한다.
활엽수의 톱밥을 이용한 인공재배가 이루어지고 있다. 병 속에 톱밥을 채우고 30일 동안 온도 15 °C 습도 70%에서 키우고, 다시 30일 동안 더 서늘하지만 더 습한 곳에서 키운다. 이 조건 때문에 버섯은 야생에 있을 때보다 더 가늘고 길게 자란다. 팽나무버섯은 키우기 쉽기 때문에 일본에서는 집에서 키울 수 있는 키트를 팔기도 한다.

## 효능
팽이버섯은 단백질과 비타민이 골고루 포함되어 있어 몸속에 있는 나트륨을 몸 밖으로 배출하고, 풍부하게 함유된 구아닐산은 혈관 내 콜레스테롤 수치를 떨어뜨려 주고 혈액순환을 원활하게 도와준다. 많은 버섯 중에서 식이섬유가 가장 풍부하여 변비와 다이어트에 도움된다.

## 사진

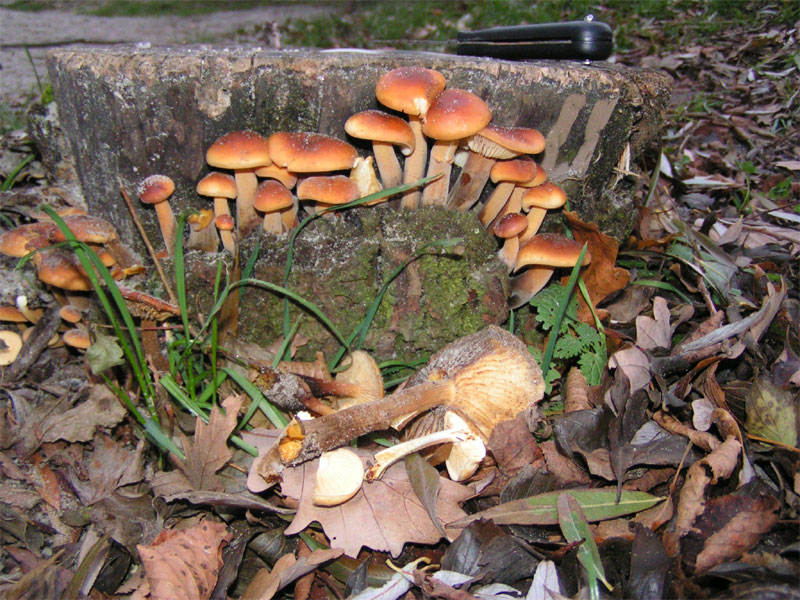
야생 팽나무버섯
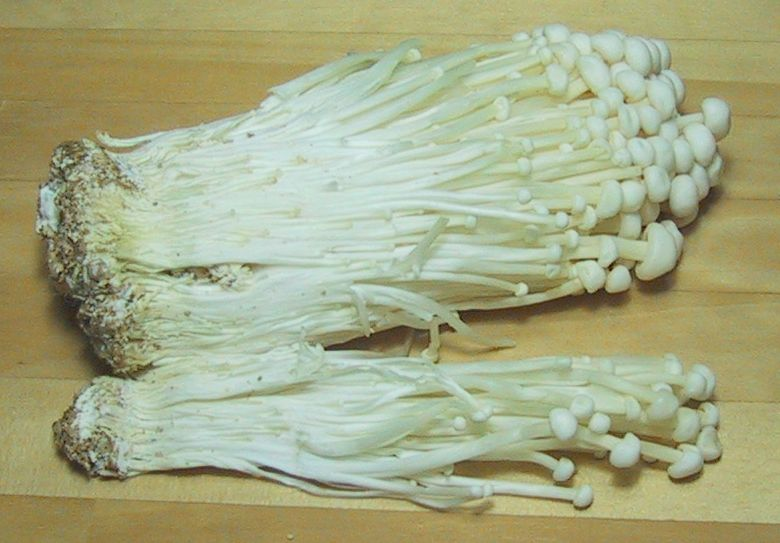
재배종 팽이버섯
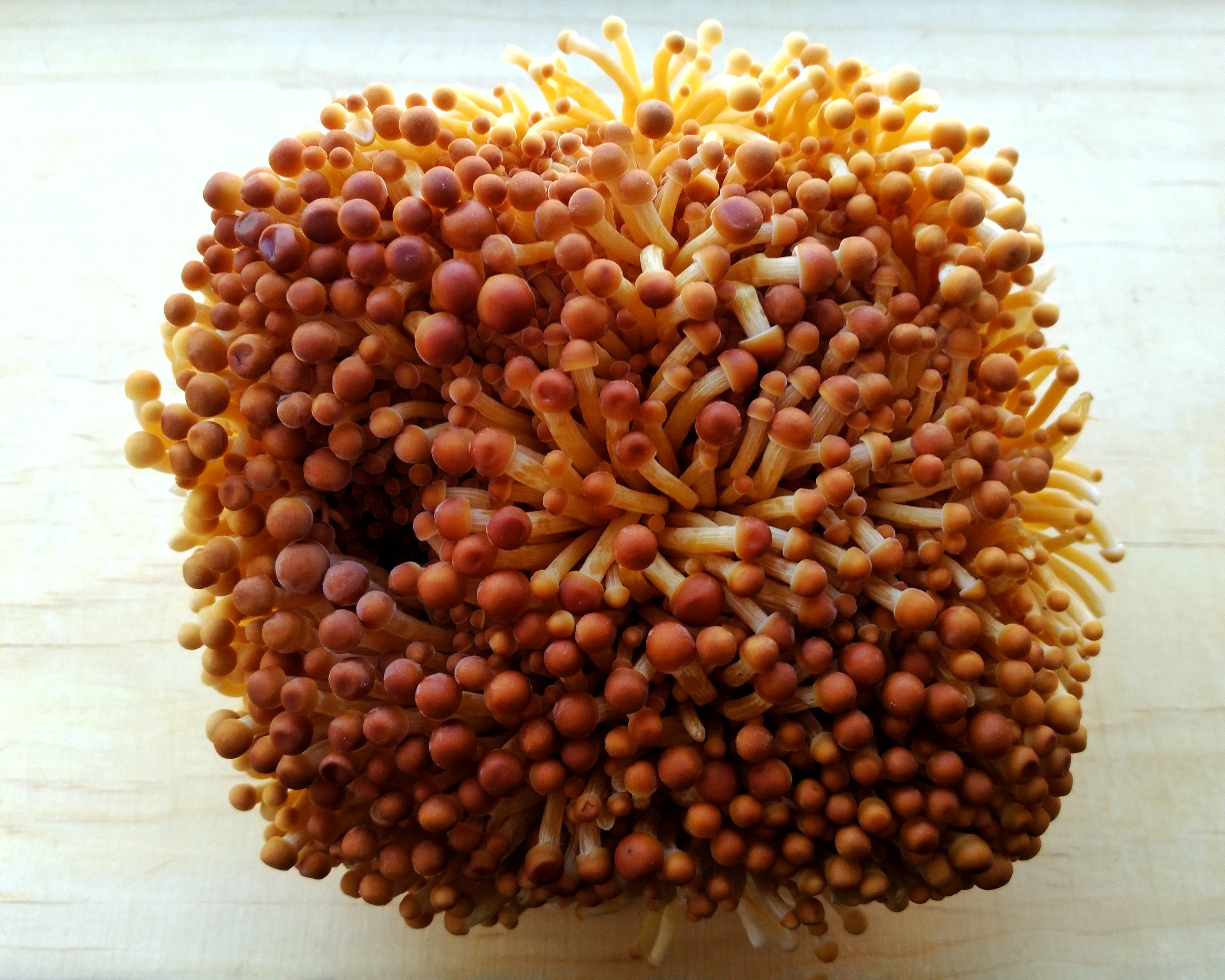
재배종 황금팽이버섯

## 같이 보기
- 나도팽나무버섯